# Puchar Narodów Oceanii 2004
Rozgrywki o Puchar OFC w roku 2004 zostały rozegrane w Honiarze, Apii, Adelaide i Sydney, rozgrywki były jednocześnie eliminacjami do MŚ 2006 (pierwsze dwie rundy, natomiast trzecie rundy obu turniejów rozegrano osobno). W 1 fazie grupowej udział wzięło 10 reprezentacji, Australia i Nowa Zelandia rozpoczęły grę od 2 fazy grupowej.

## 2 Faza Grupowa

### Finał
| 9 października 2004 Honiara | Wyspy Salomona | 1:5 | Australia      |
|                             | B. Suri 60'    |     | Skoko 5', 28'  |
|                             |                |     | Milicic 19'    |
|                             |                |     | Emerton 43'    |
|                             |                |     | Elrich 79'     |
| 12 października 2004 Sydney | Australia      | 6:0 | Wyspy Salomona |
|                             | Milicic 5'     |     |                |
|                             | Kewell 8'      |     |                |
|                             | Vidmar 60'     |     |                |
|                             | Thompson 79'   |     |                |
|                             | Elrich 82'     |     |                |
|                             | Emerton 89'    |     |                |